# چم علی‌شاه
چم علی‌شاه، روستایی از توابع بخش باغ بهادران شهرستان لنجان در استان اصفهان است که مردم آن به زبان فارسی صحبت می‌کنند

## جمعیت
این روستا در دهستان چم کوه قرار دارد و براساس سرشماری مرکز آمار ایران در سال ۱۳۸۵، جمعیت آن ۵۵۴ نفر (۱۳۳خانوار) بوده‌است.

## شغل
شغل اکثر مردم این روستا کشاورزی است و گاهی به دامداری هم می‌پردازند. محصولاتی مانند برنج، گردو، سیب، به، زردآلو و انگور در این روستا کشت می‌شود.